# Stilbosoma
Stilbosoma är ett släkte av tvåvingar. Stilbosoma ingår i familjen blomflugor.
Kladogram enligt Catalogue of Life:
| Stilbosoma | \| \| Stilbosoma cyaneum \| \| \| \| \| \| Stilbosoma rubiceps \| \| \| \| |
|            | \| \| Stilbosoma cyaneum \| \| \| \| \| \| Stilbosoma rubiceps \| \| \| \| |
|            | Stilbosoma cyaneum                                                         |
|            |                                                                            |
|            | Stilbosoma rubiceps                                                        |
|            |                                                                            |